# Elecciones presidenciales de Francia de 2022
Las elecciones presidenciales de Francia de 2022 fueron las duodécimas elecciones presidenciales de la Quinta República Francesa y las undécimas celebradas mediante sufragio universal directo, con el objetivo de elegir al presidente de Francia para ejercer un mandato de cinco años. La primera vuelta de estas elecciones se realizó el 10 de abril de 2022. El presidente en el cargo, el centrista Emmanuel Macron, se presentó como candidato a la reelección.
Al no haber ningún candidato con mayoría de los votos emitidos en la primera vuelta, se llevó a cabo una segunda vuelta el domingo 24 de abril de 2022, entre los dos candidatos más votados, Emmanuel Macron y Marine Le Pen.
En comparación a las elecciones de 2017, tanto Macron como Le Pen presentaron un aumento en su número de votos en la primera vuelta. Esta es la segunda vez que se lleva a cabo una segunda vuelta con a los mismos candidatos a dos elecciones presidenciales consecutivas después de Valéry Giscard d'Estaing y François Mitterrand en las elecciones de 1974 y 1981. El tercer lugar lo obtuvo el candidato Jean-Luc Mélenchon que logró una puntuación más alta en comparación de sus otras tres candidaturas, con el 21,95% de los votos; sin embargo no logró superar a Le Pen, y una vez más estuvo ausente en la segunda vuelta.
Una vez más, los partidos políticos tradicionales están ausentes de la segunda vuelta, en proporciones aún mayores que las elecciones anteriores. El Partido Socialista y Los Republicanos, representados respectivamente por Anne Hidalgo y Valérie Pécresse, colapsaron en puntajes históricamente bajos y no alcanzaron el umbral del 5%, condición para ser reembolsados por los gastos de campaña.
Por primera vez, las candidaturas alineadas en la extrema derecha lograron sumar más del 30% de los votos emitidos en primera vuelta, mientras que los sondeos de opinión apuntaron a una segunda ronda reñida, con la posibilidad de una victoria de Marine Le Pen.
En la segunda vuelta, Emmanuel Macron obtuvo el 58,54% de los votos emitidos, superando a su rival Marine Le Pen por 17 puntos porcentuales, lo que permitió al presidente comenzar un segundo mandato. La victoria de Macron fue mucho más amplia que la que mostraban gran parte de las encuestas.
Habiendo sido abolido el mandato de siete años en 2000, se convirtió así en el primer presidente de la República Francesa en ser reelegido para un segundo mandato de cinco años.

## Antecedentes

### Candidatura de Emmanuel Macron

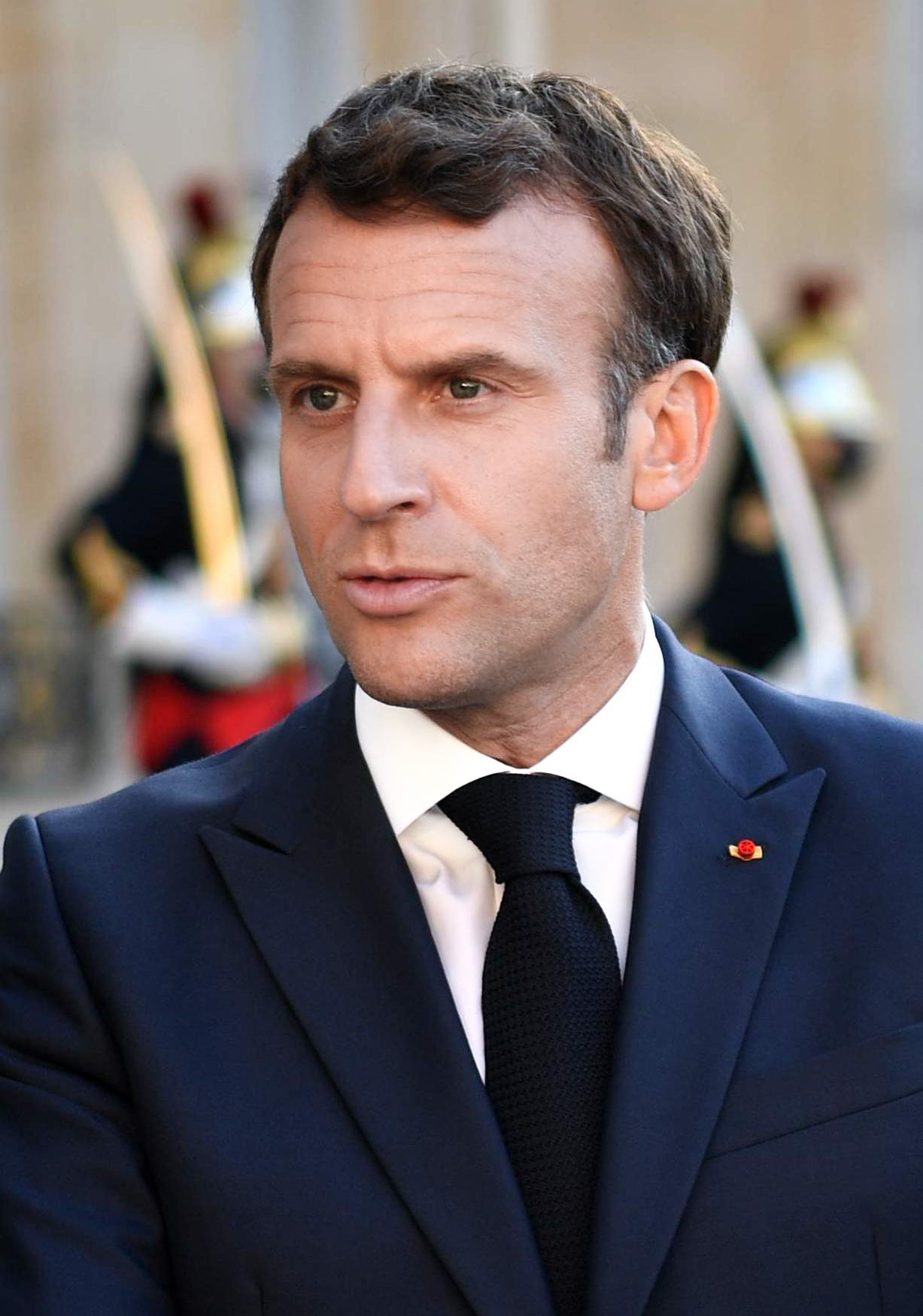
Emmanuel Macron, presidente de Francia desde 2017

En virtud del artículo 6 de la Constitución francesa, nadie puede ejercer más de dos mandatos consecutivos como Presidente de la República Francesa. Al ya haber resultado elegido presidente en las elecciones presidenciales anteriores, Macron se presentaba para renovar su último mandato legal.
Los inicios de la presidencia de Macron estuvieron marcados notablemente por el asunto Benalla y el movimiento de los chalecos amarillos, que lo empujaron a organizar un importante debate nacional. La segunda parte de su mandato de cinco años se caracteriza por un proyecto de reforma previsional impugnado y luego lo pospuesto, el establecimiento de una convención ciudadana por el clima y la Pandemia de COVID-19.
El 3 de febrero de 2022, el Consejo Constitucional confirmó que Emmanuel Macron recibió los 500 patrocinios necesarios para poder presentarse a las elecciones presidenciales, mientras que aún no había declarado su candidatura. El 3 de marzo de 2022 envió una carta a varios diarios regionales dónde anunció su candidatura oficialmente a la reelección.

### Debilitamiento del frente republicano
En febrero de 2021, el diario Liberation informó que, en el caso de una nueva segunda vuelta entre Emmanuel Macron y Marine Le Pen, muchos electores de izquierda no votarían por el actual presidente, por su posicionamiento más a la derecha que en 2017, esto debilitá al «frente republicano» (la resistencia frente a la extrema derecha).
Según una encuesta de Harris Interactive, publicada en marzo de 2021, una gran parte de los votantes se negaría a votar por uno de los dos en la segunda vuelta, considerándose entonces ajustada la puntuación: 47% para Marine Le Pen y 53% para Emmanuel Macron.

### División tradicional de la oposición
A diferencia de 2007 y 2012 con Nicolas Sarkozy y como en 2016-2017, ningún candidato se impone naturalmente a la derecha, cuyo partido principal es Los Republicanos. Xavier Bertrand, es percibido como el favorito de las encuestas de dicho partido, especificando que no desea pasar por una elección primaria. En julio de 2021, Valérie Pécresse, Laurent Wauquiez, Bruno Retailleau y Hervé Morin piden la organización de unas primarias, aunque la dirección de LR ve en esta elección un factor de división.
El investigador Antoine Bristielle observa que la izquierda está «claramente dividida en dos grandes tendencias», por un lado el Partido Socialista y Europa Ecología Los Verdes, alineados en la mayoría de los temas, y por otro lado el electorado cercano a la Francia Insumisa; Según él, las principales diferencias entre estos bloques se relacionan con la cuestión económica y con la Unión Europea, y reducen la probabilidad de un candidato a la unión así como la de la calificación de una personalidad de izquierda en la segunda vuelta.

### Pandemia de COVID-19

## Sistema electoral

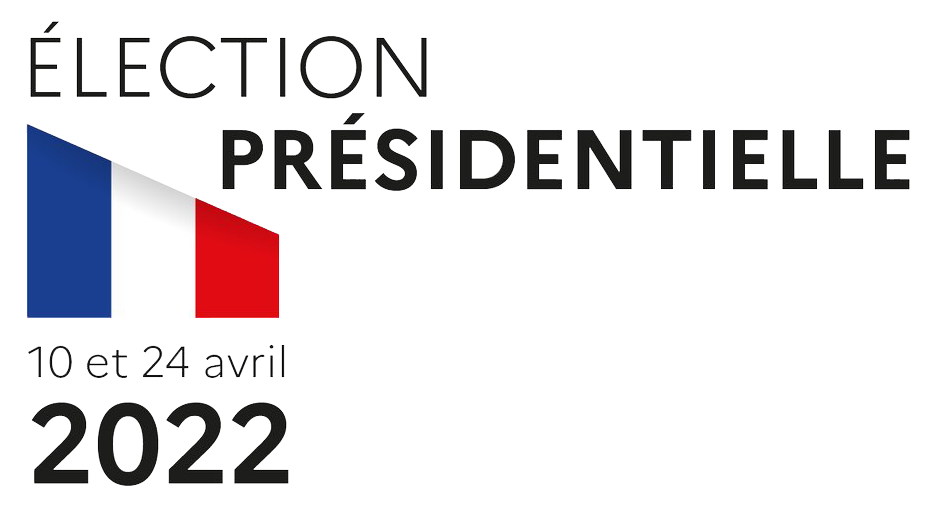

### Método de votación
El Presidente de la República es elegido directamente por la población por primera vez después del cargo en dos rondas por un período de cinco años renovable una sola vez consecutiva. Si ningún candidato obtiene la mayoría absoluta de los votos emitidos en la primera votación, catorce días después se llevará a cabo una segunda vuelta entre los dos candidatos que obtuvieron más votos en la primera vuelta. En la segunda vuelta, gana el candidato que reciba más votos.

### Condiciones para ser candidato
Cada candidato debe cumplir varias condiciones:
1. Ser de nacionalidad francesa.
2. No ser privados de sus derechos cívicos con respecto a la elegibilidad.
3. Tener al menos 18 años.
4. Estar inscrito en una lista electoral.
5. Haber cumplido las obligaciones impuestas por el código de servicio nacional.
6. No estar bajo tutela.
7. Haber establecido una declaración de situación financiera.
8. Tener una cuenta bancaria de campaña.
9. No ser candidato por tercer mandato consecutivo a la Presidencia de la República.
10. Recolectar 500 patrocinios de parlamentarios o representantes electos locales: estos patrocinios deben provenir de al menos treinta departamentos o comunidades extranjeras diferentes y no más de una décima parte de los signatarios electos no deben provenir del mismo departamento o de la misma colectividad extranjera. La ley orgánica del 25 de abril de 2016 requiere la publicación de todos los nombres, en lugar de 500 extraídos al azar como era el caso anteriormente. Deben enviarse directamente al Consejo Constitucional, por correo postal, que los publica progresivamente en el sitio habilitado para esta elección.[18]

### Fechas electorales
Según el artículo 7 de la Constitución, la primera vuelta de la elección presidencial debe tener lugar entre 20 y 35 días antes del traspaso del poder al término del periodo del presidente saliente; en caso de una segunda vuelta, tiene lugar catorce días después de la primera. Emmanuel Macron asumió el cargo el 14 de mayo de 2017, la posible transferencia de poderes a su sucesor debería tener lugar el 13 de mayo de 2022.
Por lo tanto, según las disposiciones constitucionales, las elecciones presidenciales de 2022 pueden celebrarse los domingos 10 de abril la primera vuelta y 24 de abril (lil) la posible segunda vuelta respectivamente.

## Nominaciones

### Partido Comunista Francés
El Partido Comunista Francés, del 7 al 9 de septiembre de 2021, a través de una consulta interina, mediante votación de sus miembros determinó a Fabien Roussel como candidato a la presidencia.
| Partido | Partido | Partido                   | Candidato      | Cargo ocupado                      | Ref    |
| ------- | ------- | ------------------------- | -------------- | ---------------------------------- | ------ |
|         | PCF     | Partido Comunista Francés | Fabien Roussel | Diputado por el Norte (desde 2017) | [ 20 ] |

### Partido Socialista
El 27 de agosto de 2021, el primer secretario del Partido Socialista, Olivier Faure, anunció la organización de una primaria interna para nominar al candidato a la presidencia. Los candidatos fueron el alcalde de Le Mans, Stéphane Le Foll que anunció su candidatura en julio de 2021 y la alcaldesa de París, Anne Hidalgo que anunció su candidatura el 12 de septiembre de 2021. El 14 de octubre de 2021, Anne Hidalgo ganó las primarias con alrededor del 72% de los votos emitidos por los miembros del partido socialista.
| Partido | Partido | Partido            | Candidato    | Cargo ocupado                   | Ref    |
| ------- | ------- | ------------------ | ------------ | ------------------------------- | ------ |
|         | PS      | Partido Socialista | Anne Hidalgo | Alcaldesa de París (desde 2014) | [ 24 ] |

### Europa Ecología Los Verdes
Las primarias de los partidos ecologistas se llevaron a cabo del 16 al 19 de septiembre de 2021 la primera vuelta, y del 25 al 28 de septiembre la segunda vuelta. Los resultados determinaron a Yannick Jadot de Europa Ecología Los Verdes, como candidato a la presidencia.
| Partido | Partido | Partido                    | Candidato     | Cargo ocupado                               | Ref    |
| ------- | ------- | -------------------------- | ------------- | ------------------------------------------- | ------ |
|         | EELV    | Europa Ecología Los Verdes | Yannick Jadot | Miembro del Parlamento Europeo (desde 2009) | [ 27 ] |

### Los Republicanos
Los Republicanos determinaron nominar a su candidato a través de un congreso que se llevara a cabo el 4 de diciembre de 2021. Varias personalidades, como Valérie Pécresse, Michel Barnier, Éric Ciotti, Philippe Juvin y Xavier Bertrand expresaron su deseo de participar. Al finalizar las primarias, los resultados determinaron a Valérie Pécresse como candidata a la presidencia.
| Partido | Partido | Partido          | Candidato        | Cargo ocupado                                                   | Ref    |
| ------- | ------- | ---------------- | ---------------- | --------------------------------------------------------------- | ------ |
|         | LR      | Los Republicanos | Valérie Pécresse | Presidenta del Consejo Regional de Isla de Francia (desde 2015) | [ 38 ] |

### Primaria Popular
La primaria popular fue un proceso de nominación iniciado por activistas independientes para nominar a un candidato de izquierda. Este proceso se llevó a cabo del 27 al 30 de enero de 2022.
| Partido | Partido | Partido                        | Candidatos         | Cargos ocupados                  | Ref    |
| ------- | ------- | ------------------------------ | ------------------ | -------------------------------- | ------ |
|         | WAL     | Walwari (Candidatura retirada) | Christiane Taubira | Ministra de Justicia (2012-2016) | [ 41 ] |

### Candidatos primarios
- Europa Ecología Los Verdes:
  - Sandrine Rousseau, subsecretaria nacional de Europa Ecología Los Verdes (2016-2017)[42]
  - Éric Piolle, alcalde de Grenoble (desde 2014)[43]
- Generación Ecologista:
  - Delphine Batho, miembro del Parlamento por Deux-Sèvres (desde 2013)[44]
- Cap Ecologista:
  - Jean-Marc Governatori, concejal de Niza (desde 2020)[44]
- Partido Comunista Francés:
  - Emmanuel Dang Tran, activista comunista
  - Grégoire Munck, activista comunista
- Partido Socialista:
  - Stéphane Le Foll, alcalde de Le Mans (desde 2018)[45]
- Los Republicanos:
  - Michel Barnier, miembro del Parlamento Europeo (2009-2010)[29]
  - Xavier Bertrand, presidente del Consejo Regional de Hauts-de-France (desde 2016)[46]
  - Éric Ciotti, miembro de la Asamblea Nacional (desde 2018)[38]
  - Philippe Juvin, alcalde de La Garenne-Colombes (desde 2001)[31]

### Candidaturas retiradas
- Los Republicanos:
  - François Baroin, alcalde de Troyes y presidente de la Asociación de alcaldes de Francia.
  - François Fillon, primer ministro de Francia (2007-2012)[47]
  - Gérard Larcher, presidente del Senado (2008-2011) y (desde 2014)[48]
  - Nicolas Sarkozy, presidente de la República Francesa (2007-2012)[49]
  - Bruno Retailleau, presidente del grupo Los Republicanos en el Senado (desde 2014)
  - Laurent Wauquiez, presidente del consejo regional de Auvernia-Ródano-Alpes
  - Denis Payre, empresario[32][50]
- Partido Socialista:
  - Bernard Cazeneuve, primer ministro de Francia (2016-2017)[51]
  - Ségolène Royal, ministra de Ecología (2014-2017)[52]
- Agrupación Nacional:
  - Marion Maréchal, miembro de la Asamblea Nacional por el tercer distrito electoral de Vaucluse (2012-2017), apoya la candidatura de Marine Le Pen[53]
- La República en Marcha:
  - Bruno Le Maire, ministro de Economía, Finanzas y Recuperación (desde 2017), apoya la candidatura de Emmanuel Macron[54]
- Unión de los Demócratas e Independientes:
  - Jean-Christophe Lagarde, diputado y presidente de Unión de los Demócratas e Independientes,[55] apoya la candidatura de Los Republicanos[56]
- Generaciones:
  - Benoît Hamon, consejero regional de Île-de-France (desde 2015), apoya la candidatura de Yannick Jadot[57]
- La Revolución está en Marcha:
  - Hadama Traoré, activista asociativo[58]
- Francia Insumisa:
  - François Ruffin, diputado por Somme[59]
- Walwari:
  - Christiane Taubira, ministra de Justicia y Guardiana de los Sellos (2012-2016)[60]
- Solidaridad y Progreso:
  - Jacques Cheminade, candidato en las elecciones presidenciales de 1995, 2012 y 2017[61]
- Horizontes:
  - Édouard Philippe, primer ministro de Francia (2017-2020), apoya la candidatura de Emmanuel Macron[62]
- VIA, el Camino de la Gente:
  - Jean-Frédéric Poisson, presidente de VIA, el Camino de la Gente (desde 2013)[63] apoya la candidatura de Éric Zemmour[64]
- Los Emergentes:
  - Jacline Mouraud, activista del Movimiento de los chalecos amarillos y presidenta del partido Los Emergentes,[65] apoya la candidatura de Éric Zemmour[66]
- Independientes:
  - Jean-Marie Bigard, humorista[67]
  - Afida Turner, cantante[68]
  - Pierre de Villiers, exjefe del Estado Mayor de las fuerzas armadas[69]
  - Michel Onfray, filósofo[70]
  - Joachim Son-Forget, diputado por la sexta circunscripción de franceses residentes en el extranjero[71] apoya la candidatura de Éric Zemmour[72]

## Inscripciones
Un candidato debe obtener 500 firmas de funcionarios electos para aparecer en la boleta de la primera ronda, el período de recolección de firmas finalizó el 5 de marzo de 2022.
La siguiente tabla resume todos los patrocinios firmados por funcionarios electos autorizados para apoyar a un candidato y validados por el Consejo Constitucional para la elección presidencial de 2022.
| Candidatos                     | Candidatos                   | Partido                                    | Partido | Total  | 1 de febrero | 3 de febrero | 8 de febrero | 10 de febrero | 15 de febrero | 17 de febrero | 22 de febrero | 24 de febrero | 1 de marzo | 3 de marzo | 7 de marzo |
| ------------------------------ | ---------------------------- | ------------------------------------------ | ------- | ------ | ------------ | ------------ | ------------ | ------------- | ------------- | ------------- | ------------- | ------------- | ---------- | ---------- | ---------- |
|                                | Christian-Jacques Arnal      | Independiente                              | Ind.    | 1      | 0            | 0            | 0            | 0             | 0             | 0             | 0             | 0             | 0          | 1          | 0          |
|                                | Nathalie Arthaud             | Lucha Obrera                               | LO      | 576    | 12           | 126          | 230          | 51            | 19            | 20            | 30            | 3             | 6          | 2          | 6          |
|                                | François Asselineau          | Unión Popular Republicana                  | UPR     | 293    | 10           | 46           | 115          | 22            | 17            | 7             | 24            | 6             | 16         | 16         | 14         |
|                                | Michel Barnier               | Los Republicanos                           | LR      | 2      | 0            | 1            | 0            | 0             | 0             | 0             | 0             | 0             | 1          | 0          | 0          |
|                                | Corinne Bekaert              | Independiente                              | Ind.    | 6      | 0            | 0            | 1            | 0             | 2             | 0             | 0             | 1             | 1          | 0          | 1          |
|                                | Christophe Blanchet          | La República en Marcha                     | LREM    | 1      | 0            | 0            | 0            | 0             | 0             | 0             | 0             | 0             | 1          | 0          | 0          |
|                                | Jean-Louis Borloo            | Unión de los Demócratas e Independientes   | UDI     | 1      | 0            | 0            | 0            | 0             | 0             | 0             | 0             | 1             | 0          | 0          | 0          |
|                                | Thierry Cahez                | Independiente                              | Ind.    | 1      | 0            | 0            | 0            | 0             | 0             | 0             | 1             | 0             | 0          | 0          | 0          |
|                                | Marie Cau                    | Independiente                              | Ind.    | 8      | 0            | 0            | 1            | 0             | 1             | 1             | 0             | 1             | 1          | 2          | 1          |
|                                | Bernard Cazeneuve            | Partido Socialista                         | PS      | 1      | 0            | 0            | 0            | 0             | 0             | 0             | 0             | 0             | 0          | 0          | 1          |
|                                | Michel Chaudot               | Independiente                              | Ind.    | 1      | 0            | 0            | 0            | 0             | 0             | 0             | 0             | 0             | 0          | 0          | 1          |
|                                | Arnaud Chiche                | Independiente                              | Ind.    | 21     | 0            | 1            | 3            | 1             | 3             | 0             | 1             | 0             | 3          | 4          | 5          |
|                                | Patrick Cojan                | Independiente                              | Ind.    | 1      | 0            | 0            | 0            | 0             | 1             | 0             | 0             | 0             | 0          | 0          | 0          |
|                                | Vincent Delaby               | Independiente                              | Ind.    | 1      | 0            | 0            | 0            | 0             | 0             | 0             | 0             | 0             | 0          | 0          | 1          |
|                                | Carole Delga                 | Partido Socialista                         | PS      | 1      | 0            | 0            | 0            | 0             | 0             | 1             | 0             | 0             | 0          | 0          | 0          |
|                                | Nicolas Dupont-Aignan        | Francia Levántate                          | DLF     | 600    | 10           | 67           | 155          | 48            | 80            | 19            | 43            | 35            | 75         | 50         | 18         |
|                                | Clara Egger                  | Independiente                              | Ind.    | 36     | 0            | 3            | 3            | 1             | 6             | 3             | 6             | 2             | 4          | 6          | 2          |
|                                | Bertrand Fessard de Foucault | Independiente                              | Ind.    | 1      | 0            | 0            | 0            | 1             | 0             | 0             | 0             | 0             | 0          | 0          | 0          |
|                                | Eric Régis Fiorile           | Independiente                              | Ind.    | 2      | 0            | 0            | 0            | 0             | 0             | 1             | 0             | 0             | 0          | 1          | 0          |
|                                | Jean-Marc Fortané            | Independiente                              | Ind.    | 12     | 0            | 0            | 0            | 1             | 0             | 0             | 2             | 0             | 4          | 2          | 3          |
|                                | Jean-Baptiste-Giffon         | Independiente                              | Ind.    | 1      | 0            | 0            | 0            | 0             | 0             | 0             | 0             | 0             | 0          | 1          | 0          |
|                                | Raphaël Glucksmann           | Plaza Pública                              | PP      | 1      | 0            | 0            | 0            | 0             | 0             | 0             | 0             | 0             | 0          | 1          | 0          |
|                                | Cédric Herrou                | Independiente                              | Ind.    | 1      | 0            | 0            | 0            | 0             | 0             | 0             | 0             | 0             | 0          | 0          | 1          |
|                                | Anne Hidalgo                 | Partido Socialista                         | PS      | 1440   | 48           | 218          | 386          | 138           | 217           | 67            | 103           | 49            | 92         | 69         | 53         |
|                                | François Hollande            | Partido Socialista                         | PS      | 1      | 0            | 0            | 0            | 0             | 1             | 0             | 0             | 0             | 0          | 0          | 0          |
|                                | Yannick Jadot                | Europa Ecología Los Verdes                 | EELV    | 712    | 11           | 69           | 188          | 57            | 125           | 40            | 75            | 50            | 54         | 20         | 23         |
|                                | Alexandre Juving-Brunet      | Independiente                              | Ind.    | 2      | 0            | 0            | 0            | 0             | 0             | 0             | 0             | 0             | 2          | 0          | 0          |
|                                | Anasse Kazib                 | Revolución Permanente                      | RP      | 160    | 1            | 20           | 63           | 15            | 17            | 6             | 6             | 2             | 14         | 9          | 11         |
|                                | Gaspard Koenig               | Simple                                     | S       | 107    | 0            | 2            | 21           | 4             | 1             | 3             | 7             | 11            | 23         | 19         | 16         |
|                                | Georges Kuzmanovic           | República Soberana                         | RS      | 49     | 1            | 8            | 16           | 2             | 8             | 3             | 2             | 2             | 3          | 1          | 9          |
|                                | Nicolas Lacroix              | Independiente                              | Ind.    | 2      | 0            | 0            | 0            | 0             | 0             | 0             | 0             | 0             | 2          | 0          | 0          |
|                                | Yaya Lam                     | Independiente                              | Ind.    | 1      | 0            | 0            | 0            | 0             | 1             | 0             | 0             | 0             | 0          | 0          | 0          |
|                                | Jean Lassalle                | ¡Resistamos!                               | RES     | 642    | 15           | 109          | 192          | 66            | 89            | 32            | 58            | 18            | 23         | 18         | 22         |
|                                | Christian Laurut             | Independiente                              | Ind.    | 2      | 0            | 0            | 0            | 0             | 0             | 0             | 0             | 1             | 1          | 0          | 0          |
|                                | Marine Le Pen                | Agrupación Nacional                        | RN      | 622    | 2            | 33           | 104          | 135           | 57            | 35            | 27            | 21            | 89         | 100        | 19         |
|                                | Emmanuel Macron              | La República en Marcha                     | LREM    | 2098   | 105          | 424          | 397          | 124           | 210           | 85            | 118           | 81            | 241        | 189        | 125        |
|                                | Philippe Célestin Maréchal   | Independiente                              | Ind.    | 1      | 0            | 0            | 1            | 0             | 0             | 0             | 0             | 0             | 0          | 0          | 0          |
|                                | Antoine Martinez             | Voluntarios por Francia                    | VPF     | 13     | 0            | 0            | 5            | 0             | 2             | 2             | 1             | 1             | 1          | 1          | 0          |
|                                | Philippe Mazuel              | Partido de los Ciudadanos Europeos         | PACE    | 1      | 0            | 0            | 1            | 0             | 0             | 0             | 0             | 0             | 0          | 0          | 0          |
|                                | Jean-Luc Mélenchon           | Francia Insumisa                           | LFI     | 906    | 14           | 86           | 124          | 34            | 74            | 38            | 72            | 98            | 26         | 65         | 33         |
|                                | Emmanuelle Ménard            | Extrema Derecha Diversa                    | EXD     | 1      | 0            | 0            | 0            | 0             | 1             | 0             | 0             | 0             | 0          | 0          | 0          |
|                                | Guillaume Meurice            | Independiente                              | Ind.    | 6      | 0            | 0            | 0            | 0             | 1             | 0             | 0             | 1             | 1          | 3          | 0          |
|                                | Nicolas Miguet               | Agrupación de los Contribuyentes Franceses | RCF     | 40     | 0            | 2            | 7            | 0             | 3             | 0             | 0             | 6             | 9          | 8          | 5          |
|                                | Arnaud Montebourg            | Izquierda Diversa                          | DVG     | 1      | 0            | 0            | 0            | 0             | 0             | 0             | 0             | 1             | 0          | 0          | 0          |
|                                | Paul Montserrat              | Independiente                              | Ind.    | 1      | 0            | 0            | 0            | 0             | 0             | 0             | 0             | 0             | 1          | 0          | 0          |
|                                | Valérie Pécresse             | Los Republicanos                           | LR      | 2636   | 34           | 290          | 615          | 310           | 575           | 121           | 192           | 128           | 186        | 99         | 80         |
|                                | Thomas Pesquet               | Independiente                              | Ind.    | 1      | 0            | 0            | 0            | 0             | 0             | 0             | 0             | 0             | 1          | 0          | 0          |
|                                | Édouard Philippe             | Horizontes                                 | H       | 1      | 0            | 0            | 0            | 0             | 0             | 0             | 0             | 0             | 0          | 1          | 0          |
|                                | Florian Philippot            | Los Patriotas                              | LP      | 1      | 0            | 0            | 0            | 1             | 0             | 0             | 0             | 0             | 0          | 0          | 0          |
|                                | Philippe Poutou              | Nuevo Partido Anticapitalista              | NPA     | 596    | 4            | 50           | 73           | 19            | 42            | 11            | 25            | 19            | 99         | 97         | 157        |
|                                | Stéphanie Rivoal             | Independiente                              | Ind.    | 2      | 0            | 0            | 0            | 1             | 1             | 0             | 0             | 0             | 0          | 0          | 0          |
|                                | Martin Rocca                 | Independiente                              | Ind.    | 9      | 0            | 0            | 1            | 1             | 1             | 0             | 0             | 0             | 5          | 1          | 0          |
|                                | Antoine Rocquemont           | Independiente                              | Ind.    | 1      | 0            | 0            | 0            | 0             | 0             | 0             | 1             | 0             | 0          | 0          | 0          |
|                                | Fabien Roussel               | Partido Comunista Francés                  | PCF     | 626    | 30           | 129          | 167          | 55            | 111           | 37            | 53            | 11            | 20         | 6          | 7          |
|                                | François Ruffin              | Francia Insumisa                           | LFI     | 1      | 0            | 0            | 0            | 0             | 0             | 0             | 0             | 0             | 0          | 1          | 0          |
|                                | Laetitia Saint-Paul          | La República en Marcha                     | LREM    | 1      | 0            | 0            | 0            | 0             | 0             | 0             | 1             | 0             | 0          | 0          | 0          |
|                                | Josef Schovanec              | Independiente                              | Ind.    | 1      | 0            | 0            | 1            | 0             | 0             | 0             | 0             | 0             | 0          | 0          | 0          |
|                                | Rafik Smati                  | Objetivo Francia                           | OF      | 10     | 0            | 0            | 2            | 0             | 3             | 2             | 1             | 0             | 1          | 0          | 1          |
|                                | Christiane Taubira           | Walwari                                    | WAL     | 274    | 0            | 8            | 28           | 11            | 26            | 13            | 18            | 24            | 53         | 60         | 33         |
|                                | Hélène Thouy                 | Partido animalista                         | PA      | 139    | 2            | 20           | 26           | 8             | 14            | 4             | 15            | 8             | 17         | 10         | 15         |
|                                | Gildas Vieira                | La Francia Diferente                       | LFRA    | 2      | 0            | 0            | 0            | 1             | 0             | 0             | 0             | 1             | 0          | 0          | 0          |
|                                | Antoine Waechter             | Movimiento Ecologista Independiente        | MEI     | 7      | 0            | 0            | 0            | 0             | 1             | 1             | 1             | 1             | 0          | 3          | 0          |
|                                | Stéphane Wendlinger          | Independiente                              | Ind.    | 1      | 0            | 0            | 0            | 0             | 1             | 0             | 0             | 0             | 0          | 0          | 0          |
|                                | Éric Zemmour                 | Reconquista                                | REC     | 741    | 14           | 44           | 91           | 32            | 69            | 41            | 59            | 65            | 205        | 101        | 20         |
| Total                          | Total                        | Total                                      | Total   | 13 437 | 313          | 1756         | 3017         | 1139          | 1851          | 593           | 948           | 648           | 1522       | 967        | 683        |
| Fuente: Consejo Constitucional |                              |                                            |         |        |              |              |              |               |               |               |               |               |            |            |            |

### Candidatos que no contaron con los suficientes patrocinios
- François Asselineau, presidente del partido Unión Popular Republicana (desde 2007)[73]
- Anasse Kazib, sindicalista ferroviario en SUD Rail. Anunció su candidatura interna por el Nuevo Partido Anticapitalista, ante su tendencia política, la Corriente Comunista Revolucionaria - Revolución Permanente, fue separada del mismo en junio del mismo año.[65]
- Gaspard Koenig, filósofo liberal
- Georges Kuzmanovic, presidente de la República Soberana, una escisión de la Francia Insumisa.[74]
- Hélène Thouy, cofundadora y copresidenta del Partido Animalista.[65]
- Corinne Bekaert, Líder empresarial.
- Marie Cau, la primera mujer trans elegida alcaldesa de Tilloy-lez-Marchiennes.[65]
- Arnaud Chiché, Médico anestesiólogo-reanimador, es el fundador del colectivo Salud en peligro.
- Clara Egger, profesora e investigadora en Holanda, candidata del movimiento Hope RIC 2022 de Yvan Bachaud.[65]
- Jean-Marc Fortané, Veterinario y empresario.
- Antoine Martinez, general retirado de la Fuerza Aérea, líder del partido Voluntarios por Francia.[65]
- Philippe Mazuel, Presidente del partido de los Ciudadanos Europeos, desde 2007.
- Nicolas Miguet, Presidente del partido Agrupación de Contribuyentes Franceses.
- Stephanie Rivoal
- Martín Rocca
- Rafik Smati, presidente del Partido Liberal Democrático.
- Gildas Vieira, doctora en salud pública.
- Nagib Azergui, fundador y presidente de la Unión de Demócratas Musulmanes Franceses.
- Yvan Benedetti, miembro del Partido Nacionalista Francés
- Benjamin Victor Boucher
- Anne Dan
- Éric Drouet, activista del Movimiento de los chalecos amarillos.[58]
- Philippe Furlan, informático
- Jean-Marc Governatori, copresidente de Cap Ecológista y concejal municipal de Niza. Fue candidato a las primarias de Europa Ecología Los Verdes de 2021.
- Fabrice Grimal, empresario
- Luc Laforets, ingeniero informático
- Gilles Lazzarini, líder empresarial y activista ambiental, del Partido Político por la Paz y la Protección del Planeta.[75]
- Gérard Pignol
- Stéphane Tauthui
- Serge Tinland
- Stéphane Wendlinger
- Clément Wittmann, ecologista a favor del decrecimiento.

### Retiraron su candidatura
- Alexandre Langlois, secretario general del sindicato policial Vigi, fue despedido de la policía en 2021 por sus críticas a la institución.[65]
- Arnaud Montebourg (LE) Ministro de Economía, Renovación Industrial y Asuntos Digitales (2012-2014)[65]
- Florian Philippot (LP) presidente del partido Los Patriotas.[65]
- Christiane Taubira (WAL) Ministra de Justicia (2012-2016)[41]
- Antoine Waechter, Concejal de Fulleren[65]

### Recibieron patrocinios sin ser candidatos
- Michel Barnier (LR) varias veces ministro y dos veces eurodiputado, candidato en las primarias de los Republicanos.
- Christophe Blanchet (LREM) diputado por Calvados.
- Jean-Louis Borloo (UDI) presidente de la Unión de los Demócratas e Independientes (2012-2014)[76]
- Patrick Cojan, médico general de Nespouls, patrocinado por el alcalde de su municipio.
- Carole Delga (PS) presidenta del Consejo Regional de Occitania.
- François Hollande (PS) presidente de Francia (2012-2017)[77]
- Nicolas Lacroix (LR) presidente del Consejo Departamental de Alto Marne.
- Philippe Célestin Maréchal, alcalde de Balagny-sur-Thérain, se autopatrocino
- Emmanuelle Ménard, periodista y diputada
- Guillaume Meurice, comediante y columnista de radio
- Thomas Pesquet, astronauta
- Laetitia Saint-Paul (LREM) diputada por Maine y Loira
- Josef Schovanec, filósofo y escritor que lucha por la dignidad de las personas con autismo.

## Candidatos

### Segunda vuelta
Tras el anuncio de la estimación de resultados de la primera vuelta, los candidatos Valérie Pécresse (LR), Anne Hidalgo (PS) y Yannick Jadot (EELV) pidieron votar por Emmanuel Macron en la segunda vuelta durante sus discursos. Fabien Roussel (PCF) llamo a derrotar a la extrema derecha, y Jean-Luc Mélenchon (LFI) pidió no dar ningún voto por Marine Le Pen. Mientras que Éric Zemmour (REC) y Nicolas Dupont-Aignan (DLF) expresaron su apoyo a Marine Le Pen durante sus discursos.
| Candidatos en la segunda vuelta |                                                                               |
| Emmanuel Macron | Marine Le Pen                                                                 |
| La República en Marcha | Agrupación Nacional                                                           |
| |                                                                               |
| Presidente de Francia (desde 2017) | Diputada por Paso de Calais (desde 2017)                                      |
| Apoyos en el balotaje |                                                                               |
| Los Republicanos Partido Socialista Europa Ecología Los Verdes Partido Comunista Francés Unión de los Demócratas e Independientes Unión Democrática Bretona Generaciones Los Centristas | Reconquista Levantate Francia Los Patriotas Soberanía, Identidad y Libertades |
| Lema de campaña |                                                                               |
| Nosotros todos | Mujer de Estado                                                               |

### Primera vuelta
Se enumeró una cantidad de 46 candidatos declarados para la elección presidencial. El 7 de marzo de 2022, el Consejo Constitucional público los nombres de los 12 candidatos seleccionados que cumplieron las condiciones incluyendo obtener al menos 500 patrocinios validados.
| Partido / Coalición | Partido / Coalición                                         | Integrantes                                   | Candidatos            | Cargos ocupados                                     | Lema de campaña                                                                            | Apoyo en balotaje                | Ref             |
| ------------------- | ----------------------------------------------------------- | --------------------------------------------- | --------------------- | --------------------------------------------------- | ------------------------------------------------------------------------------------------ | -------------------------------- | --------------- |
|                     | Lucha Obrera Lutte Ouvrière                                 | LO                                            | Nathalie Arthaud      | Portavoz del partido Lucha Obrera (desde 2008)      | El campo de los trabajadores Le camp des travailleurs                                      | No apoya a ningún candidato      | [ 73 ]          |
|                     | Levántate Francia Debout la France                          | DLF LP                                        | Nicolas Dupont-Aignan | Diputado por Essonne (desde 1997)                   | ¡Salva a Francia! Sauvons la France!                                                       | Marine Le Pen (RN)               | [ 63 ]          |
|                     | Partido Socialista Parti Socialiste                         | PS                                            | Anne Hidalgo          | Alcaldesa de París (desde 2014)                     | Juntos cambiemos el futuro Ensemble changeons d'avenir''                                   | Emmanuel Macron (LREM)           | [ 95 ]          |
|                     | Polo Ecologista Pôle écologiste                             | EELV G·s GE MDP LND JE UDB                    | Yannick Jadot         | Miembro del Parlamento Europeo (desde 2009)         | Cambiemos Changeons                                                                        | Emmanuel Macron (LREM)           | [ 25 ]          |
|                     | Resistamos Résistons                                        | RES                                           | Jean Lassalle         | Diputado por Pirineos Atlánticos (desde 2002)       | Francia Auténtica La France authentique                                                    | No apoya a ningún candidato      | [ 96 ]          |
|                     | Agrupación Nacional Rassemblement National                  | RN LDP LF LL PNL                              | Marine Le Pen         | Diputada por Paso de Calais (desde 2017)            | La Francia que nosotros M La France qu'on M                                                | Clasficada a segunda vuelta      | [ 71 ]          |
|                     | Juntos Ciudadanos Ensemble citoyens                         | LREM MoDem PR TP Actuar HOR EC UDE AEI AC LFA | Emmanuel Macron       | Presidente de Francia (desde 2017)                  | Contigo Avec vous                                                                          | Clasificado a segunda vuelta     | [ 97 ]          |
|                     | Francia Insumisa La France Insoumise                        | LFI PG Juntos GDS POI                         | Jean-Luc Mélenchon    | Diputado por Bocas del Ródano (desde 2017)          | Otro mundo es posible Un autre monde est possible                                          | Pidió no votar por Marine Le Pen | [ 96 ]          |
|                     | Los Republicanos Les Républicains                           | LR SL UDI LC TEM                              | Valérie Pécresse      | Presidenta Regional de Isla de Francia (desde 2015) | El coraje de hacer Le courage de faire                                                     | Emmanuel Macron (LREM)           | [ 98 ]          |
|                     | Nuevo Partido Anticapitalista Nouveau Parti Anticapitaliste | NPA                                           | Philippe Poutou       | Concejal municipal de Burdeos (desde 2020)          | Nuestras vidas valen más que sus ganancias Nos vies valent plus que leurs profits          | Pidió no votar por Marine Le Pen | [ 99 ]          |
|                     | Partido Comunista Francés Parti Communiste Français         | PCF GRS MRC RG NGS                            | Fabien Roussel        | Diputado por el Norte (desde 2017)                  | Fabien Roussel, la Francia de los días felices Fabien Roussel, la France des jours heureux | Emmanuel Macron (LREM)           | [ 20 ]          |
|                     | Reconquista Reconquête                                      | REC VIA PDF CNIP MC MNR LM SIEL ADA           | Éric Zemmour          | Presidente del partido Reconquista (desde 2021)     | Imposible no es francés Impossible n'est pas français                                      | Marine Le Pen (RN)               | [ 100 ] [ 101 ] |

## Debates

### Primera vuelta
Durante la primera vuelta no se llevó a cabo ningún debate que reuniera a todos los candidatos. El 10 de marzo de 2022 se llevó a cabo un cara a cara entre los candidatos Valérie Pécresse (LR) y Éric Zemmour (REC), de una hora y media de duración, que se centró en la inseguridad, la inmigración y la economía. También tuvo como tema la invasión de Ucrania por parte de Rusia, que comenzó el 24 de febrero anterior.

### Segunda vuelta
El 20 de abril de 2022 se llevó a cabo un debate entre los candidatos clasificados de la segunda vuelta Emmanuel Macron (LREM) y Marine Le Pen (RN).
| Título   | Fecha       | Hora        | Medio de difusión                                                       | Medio de difusión                         | Medio de difusión         | Moderadores                 | Director       | P Presente           | P Presente       | Audiencia | Ref     |
| Título   | Fecha       | Hora        | Medio de difusión                                                       | Medio de difusión                         | Medio de difusión         | Moderadores                 | Director       | Emmanuel Macron LREM | Marine Le Pen RN | Audiencia | Ref     |
| Título   | Fecha       | Hora        | Televisión                                                              | Radiales                                  | Digitales                 | Moderadores                 | Director       |                      |                  | Audiencia | Ref     |
| -------- | ----------- | ----------- | ----------------------------------------------------------------------- | ----------------------------------------- | ------------------------- | --------------------------- | -------------- | -------------------- | ---------------- | --------- | ------- |
| Le Débat | 20 Abr 2022 | 20:00 p. m. | TF1, France 2, La Chaîne parlementaire, BFM TV, CNews, LCI yFrance Info | France Inter, France Info, Europe 1 y RTL | Youtube, Twitch y Twitter | Gilles Bouleau y Léa Salamé | Didier Froehly | P                    | P                | 15.5 M    | [ 105 ] |

## Resultados

### Resultados generales
|  | 27,85 % |

|  | 58,55 % |

|  | 23,15 % |

|  | 41,45 % |

|  | 21,95 % |

|  | 7,07 % |

|  | 4,78 % |

|  | 4,63 % |

|  | 3,13 % |

|  | 2,28 % |

|  | 2,06 % |

|  | 1,74 % |

|  | 0,76 % |

|  | 0,56 % |

|  | 100 % |

|  | 100 % |

|  | 97,82 % |

|  | 91,40 % |

|  | 1,51 % |

|  | 6,35 % |

|  | 0,67 % |

|  | 2,25 % |

|  | 73,69 % |

|  | 71,99 % |

|  | 26,31 % |

|  | 28,01 % |

|  | 100 % |

|  | 100 % |

### Primera vuelta

Resultados por departamento
Segundo lugar por departamento
Resultados por región
Segundo lugar por región
Resultados por circunscripción

#### Por Departamento
|  | 27.69 % |

|  | 26.05 % |

|  | 17.37 % |

|  | 8.27 % |

|  | 5.28 % |

|  | 4.76 % |

|  | 3.27 % |

|  | 1.78 % |

|  | 2.70 % |

|  | 1.69 % |

|  | 0.65 % |

|  | 0.50 % |

|  | 22.08 % |

|  | 39.27 % |

|  | 15.48 % |

|  | 6.87 % |

|  | 4.10 % |

|  | 2.66 % |

|  | 2.43 % |

|  | 2.25 % |

|  | 2.18 % |

|  | 0.0 % |

|  | 0.80 % |

|  | 0.77 % |

|  | 26.73 % |

|  | 27.06 % |

|  | 16.68 % |

|  | 6.65 % |

|  | 5.55 % |

|  | 3.22 % |

|  | 4.18 % |

|  | 4.37 % |

|  | 2.27 % |

|  | 1.76 % |

|  | 0.81 % |

|  | 0.73 % |

|  | 21.51 % |

|  | 26.90 % |

|  | 22.61 % |

|  | 8.20 % |

|  | 3.97 % |

|  | 4.09 % |

|  | 4.46 % |

|  | 2.81 % |

|  | 2.59 % |

|  | 1.44 % |

|  | 0.89 % |

|  | 0.52 % |

|  | 23.78 % |

|  | 22.84 % |

|  | 22.87 % |

|  | 7.15 % |

|  | 5.23 % |

|  | 5.81 % |

|  | 4.49 % |

|  | 2.23 % |

|  | 2.48 % |

|  | 1.69 % |

|  | 0.93 % |

|  | 0.50 % |

|  | 24.99 % |

|  | 26.64 % |

|  | 16.57 % |

|  | 13.99 % |

|  | 5.59 % |

|  | 4.18 % |

|  | 2.28 % |

|  | 1.59 % |

|  | 2.38 % |

|  | 0.97 % |

|  | 0.53 % |

|  | 0.29 % |

|  | 23.03 % |

|  | 25.18 % |

|  | 21.75 % |

|  | 7.21 % |

|  | 4.85 % |

|  | 4.34 % |

|  | 4.59 % |

|  | 2.90 % |

|  | 2.50 % |

|  | 2.13 % |

|  | 0.92 % |

|  | 0.62 % |

|  | 23.64 % |

|  | 36.01 % |

|  | 16.64 % |

|  | 6.55 % |

|  | 4.14 % |

|  | 2.58 % |

|  | 3.05 % |

|  | 2.25 % |

|  | 2.21 % |

|  | 1.30 % |

|  | 0.83 % |

|  | 0.81 % |

|  | 19.71 % |

|  | 23.94 % |

|  | 26.07 % |

|  | 6.35 % |

|  | 2.97 % |

|  | 3.29 % |

|  | 8.21 % |

|  | 2.95 % |

|  | 1.77 % |

|  | 3.50 % |

|  | 0.79 % |

|  | 0.45 % |

|  | 25.60 % |

|  | 32.95 % |

|  | 15.02 % |

|  | 7.60 % |

|  | 3.46 % |

|  | 5.96 % |

|  | 2.53 % |

|  | 2.07 % |

|  | 2.65 % |

|  | 1.15 % |

|  | 0.71 % |

|  | 0.67 % |

|  | 20.29 % |

|  | 30.14 % |

|  | 19.79 % |

|  | 8.68 % |

|  | 3.46 % |

|  | 2.98 % |

|  | 5.83 % |

|  | 2.65 % |

|  | 1.98 % |

|  | 2.90 % |

|  | 0.84 % |

|  | 0.48 % |

|  | 27.75 % |

|  | 20.10 % |

|  | 19.15 % |

|  | 5.92 % |

|  | 5.84 % |

|  | 3.95 % |

|  | 8.67 % |

|  | 2.64 % |

|  | 2.03 % |

|  | 2.62 % |

|  | 0.79 % |

|  | 0.52 % |

|  | 22.71 % |

|  | 26.25 % |

|  | 23.59 % |

|  | 10.77 % |

|  | 3.59 % |

|  | 4.17 % |

|  | 2.40 % |

|  | 2.41 % |

|  | 1.99 % |

|  | 1.17 % |

|  | 0.59 % |

|  | 0.35 % |

|  | 31.16 % |

|  | 23.79 % |

|  | 19.15 % |

|  | 5.76 % |

|  | 4.76 % |

|  | 5.09 % |

|  | 2.54 % |

|  | 2.27 % |

|  | 2.05 % |

|  | 1.77 % |

|  | 0.97 % |

|  | 0.71 % |

|  | 28.42 % |

|  | 24.48 % |

|  | 14.69 % |

|  | 5.57 % |

|  | 7.93 % |

|  | 3.12 % |

|  | 7.77 % |

|  | 2.83 % |

|  | 1.76 % |

|  | 2.05 % |

|  | 0.74 % |

|  | 0.63 % |

|  | 27.57 % |

|  | 26.18 % |

|  | 19.36 % |

|  | 5.51 % |

|  | 4.33 % |

|  | 3.92 % |

|  | 4.40 % |

|  | 2.79 % |

|  | 2.26 % |

|  | 2.08 % |

|  | 0.92 % |

|  | 0.68 % |

|  | 28.87 % |

|  | 25.32 % |

|  | 18.18 % |

|  | 6.18 % |

|  | 4.90 % |

|  | 4.82 % |

|  | 3.64 % |

|  | 2.54 % |

|  | 2.36 % |

|  | 1.74 % |

|  | 0.86 % |

|  | 0.59 % |

|  | 27.10 % |

|  | 27.89 % |

|  | 17.38 % |

|  | 6.74 % |

|  | 5.08 % |

|  | 3.13 % |

|  | 3.42 % |

|  | 3.58 % |

|  | 2.35 % |

|  | 1.61 % |

|  | 0.91 % |

|  | 0.81 % |

|  | 23.23 % |

|  | 22.20 % |

|  | 19.45 % |

|  | 5.62 % |

|  | 8.61 % |

|  | 3.53 % |

|  | 7.14 % |

|  | 4.41 % |

|  | 1.84 % |

|  | 2.53 % |

|  | 0.83 % |

|  | 0.62 % |

|  | 18.76 % |

|  | 29.22 % |

|  | 13.56 % |

|  | 13.37 % |

|  | 5.48 % |

|  | 3.29 % |

|  | 9.80 % |

|  | 2.69 % |

|  | 1.77 % |

|  | 0.91 % |

|  | 0.88 % |

|  | 0.29 % |

|  | 17.54 % |

|  | 28.02 % |

|  | 13.20 % |

|  | 12.30 % |

|  | 7.07 % |

|  | 3.21 % |

|  | 10.96 % |

|  | 3.42 % |

|  | 1.75 % |

|  | 1.23 % |

|  | 0.97 % |

|  | 0.33 % |

|  | 28.55 % |

|  | 24.44 % |

|  | 19.05 % |

|  | 7.66 % |

|  | 5.07 % |

|  | 4.76 % |

|  | 2.89 % |

|  | 2.02 % |

|  | 2.29 % |

|  | 1.81 % |

|  | 0.81 % |

|  | 0.63 % |

|  | 31.02 % |

|  | 21.79 % |

|  | 20.26 % |

|  | 4.73 % |

|  | 4.70 % |

|  | 5.28 % |

|  | 3.26 % |

|  | 3.17 % |

|  | 1.75 % |

|  | 2.26 % |

|  | 1.06 % |

|  | 0.71 % |

|  | 23.25 % |

|  | 25.09 % |

|  | 20.46 % |

|  | 5.24 % |

|  | 6.57 % |

|  | 2.85 % |

|  | 6.40 % |

|  | 3.64 % |

|  | 2.33 % |

|  | 2.45 % |

|  | 0.99 % |

|  | 0.73 % |

|  | 23.74 % |

|  | 25.70 % |

|  | 20.30 % |

|  | 6.40 % |

|  | 4.57 % |

|  | 3.47 % |

|  | 6.43 % |

|  | 3.59 % |

|  | 2.20 % |

|  | 2.17 % |

|  | 0.90 % |

|  | 0.52 % |

|  | 27.55 % |

|  | 24.07 % |

|  | 20.06 % |

|  | 7.03 % |

|  | 5.45 % |

|  | 4.73 % |

|  | 3.14 % |

|  | 1.80 % |

|  | 2.81 % |

|  | 1.77 % |

|  | 0.85 % |

|  | 0.75 % |

|  | 24.78 % |

|  | 24.22 % |

|  | 22.39 % |

|  | 7.55 % |

|  | 4.53 % |

|  | 4.88 % |

|  | 3.41 % |

|  | 2.32 % |

|  | 2.66 % |

|  | 1.82 % |

|  | 0.72 % |

|  | 0.70 % |

|  | 26.05 % |

|  | 32.29 % |

|  | 17.43 % |

|  | 6.56 % |

|  | 4.25 % |

|  | 3.60 % |

|  | 2.44 % |

|  | 2.21 % |

|  | 2.37 % |

|  | 1.26 % |

|  | 0.85 % |

|  | 0.69 % |

|  | 27.21 % |

|  | 28.16 % |

|  | 18.42 % |

|  | 6.73 % |

|  | 5.91 % |

|  | 3.59 % |

|  | 2.59 % |

|  | 1.94 % |

|  | 2.60 % |

|  | 1.40 % |

|  | 0.80 % |

|  | 0.64 % |

|  | 32.21 % |

|  | 18.58 % |

|  | 21.47 % |

|  | 4.73 % |

|  | 4.89 % |

|  | 6.12 % |

|  | 3.37 % |

|  | 2.83 % |

|  | 1.58 % |

|  | 2.41 % |

|  | 1.15 % |

|  | 0.67 % |

|  | 21.32 % |

|  | 29.34 % |

|  | 21.46 % |

|  | 9.29 % |

|  | 3.73 % |

|  | 3.62 % |

|  | 3.66 % |

|  | 2.93 % |

|  | 1.97 % |

|  | 1.59 % |

|  | 0.65 % |

|  | 0.43 % |

|  | 26.90 % |

|  | 18.21 % |

|  | 25.87 % |

|  | 6.92 % |

|  | 3.71 % |

|  | 5.83 % |

|  | 4.85 % |

|  | 2.23 % |

|  | 1.10 % |

|  | 2.69 % |

|  | 0.67 % |

|  | 0.41 % |

|  | 24.89 % |

|  | 22.35 % |

|  | 18.35 % |

|  | 7.21 % |

|  | 4.40 % |

|  | 3.51 % |

|  | 10.07 % |

|  | 2.69 % |

|  | 2.08 % |

|  | 3.32 % |

|  | 0.68 % |

|  | 0.45 % |

|  | 28.72 % |

|  | 21.47 % |

|  | 21.84 % |

|  | 6.54 % |

|  | 4.21 % |

|  | 5.23 % |

|  | 4.23 % |

|  | 2.41 % |

|  | 1.76 % |

|  | 2.20 % |

|  | 0.98 % |

|  | 0.41 % |

|  | 22.28 % |

|  | 25.95 % |

|  | 24.24 % |

|  | 9.04 % |

|  | 3.64 % |

|  | 4.39 % |

|  | 3.45 % |

|  | 2.22 % |

|  | 1.80 % |

|  | 1.90 % |

|  | 0.69 % |

|  | 0.40 % |

|  | 34.50 % |

|  | 17.06 % |

|  | 22.20 % |

|  | 4.60 % |

|  | 4.39 % |

|  | 7.14 % |

|  | 2.34 % |

|  | 2.13 % |

|  | 1.77 % |

|  | 2.34 % |

|  | 0.90 % |

|  | 0.63 % |

|  | 26.03 % |

|  | 28.53 % |

|  | 17.32 % |

|  | 6.15 % |

|  | 5.45 % |

|  | 3.08 % |

|  | 4.12 % |

|  | 3.06 % |

|  | 2.39 % |

|  | 2.04 % |

|  | 0.95 % |

|  | 0.90 % |

|  | 30.99 % |

|  | 21.54 % |

|  | 20.77 % |

|  | 6.09 % |

|  | 4.97 % |

|  | 4.96 % |

|  | 2.60 % |

|  | 2.39 % |

|  | 2.22 % |

|  | 1.90 % |

|  | 0.88 % |

|  | 0.68 % |

|  | 26.85 % |

|  | 23.03 % |

|  | 22.83 % |

|  | 7.06 % |

|  | 4.25 % |

|  | 6.01 % |

|  | 2.53 % |

|  | 2.19 % |

|  | 2.13 % |

|  | 1.89 % |

|  | 0.72 % |

|  | 0.52 % |

|  | 24.88 % |

|  | 26.29 % |

|  | 19.89 % |

|  | 6.65 % |

|  | 5.11 % |

|  | 4.40 % |

|  | 4.28 % |

|  | 2.18 % |

|  | 2.85 % |

|  | 1.81 % |

|  | 0.92 % |

|  | 0.73 % |

|  | 26.92 % |

|  | 22.73 % |

|  | 17.26 % |

|  | 6.52 % |

|  | 4.03 % |

|  | 3.34 % |

|  | 9.42 % |

|  | 3.17 % |

|  | 1.90 % |

|  | 3.52 % |

|  | 0.77 % |

|  | 0.43 % |

|  | 27.92 % |

|  | 27.77 % |

|  | 16.80 % |

|  | 7.03 % |

|  | 5.30 % |

|  | 3.93 % |

|  | 3.03 % |

|  | 2.49 % |

|  | 2.45 % |

|  | 1.75 % |

|  | 0.84 % |

|  | 0.69 % |

|  | 26.95 % |

|  | 25.33 % |

|  | 20.25 % |

|  | 7.44 % |

|  | 4.80 % |

|  | 4.32 % |

|  | 3.09 % |

|  | 2.33 % |

|  | 2.34 % |

|  | 1.81 % |

|  | 0.72 % |

|  | 0.62 % |

|  | 23.21 % |

|  | 27.66 % |

|  | 17.42 % |

|  | 6.82 % |

|  | 6.85 % |

|  | 4.16 % |

|  | 5.60 % |

|  | 2.50 % |

|  | 2.41 % |

|  | 1.78 % |

|  | 0.86 % |

|  | 0.73 % |

|  | 31.98 % |

|  | 16.91 % |

|  | 23.43 % |

|  | 5.33 % |

|  | 4.68 % |

|  | 7.49 % |

|  | 2.28 % |

|  | 2.38 % |

|  | 1.84 % |

|  | 2.29 % |

|  | 0.91 % |

|  | 0.59 % |

|  | 28.92 % |

|  | 25.59 % |

|  | 18.93 % |

|  | 6.82 % |

|  | 5.39 % |

|  | 4.29 % |

|  | 2.53 % |

|  | 2.24 % |

|  | 2.29 % |

|  | 1.69 % |

|  | 0.73 % |

|  | 0.58 % |

|  | 24.97 % |

|  | 19.58 % |

|  | 23.71 % |

|  | 5.60 % |

|  | 5.16 % |

|  | 4.21 % |

|  | 7.34 % |

|  | 3.25 % |

|  | 2.19 % |

|  | 2.53 % |

|  | 0.89 % |

|  | 0.56 % |

|  | 23.11 % |

|  | 27.32 % |

|  | 18.49 % |

|  | 8.51 % |

|  | 4.18 % |

|  | 3.09 % |

|  | 7.38 % |

|  | 2.70 % |

|  | 2.12 % |

|  | 1.82 % |

|  | 0.78 % |

|  | 0.48 % |

|  | 22.85 % |

|  | 22.34 % |

|  | 19.48 % |

|  | 6.70 % |

|  | 6.46 % |

|  | 3.69 % |

|  | 10.05 % |

|  | 2.86 % |

|  | 1.94 % |

|  | 2.22 % |

|  | 0.91 % |

|  | 0.50 % |

|  | 35.99 % |

|  | 21.78 % |

|  | 16.71 % |

|  | 4.75 % |

|  | 4.85 % |

|  | 5.63 % |

|  | 2.65 % |

|  | 1.90 % |

|  | 2.23 % |

|  | 1.93 % |

|  | 0.84 % |

|  | 0.73 % |

|  | 32.57 % |

|  | 24.53 % |

|  | 16.50 % |

|  | 4.92 % |

|  | 5.18 % |

|  | 4.17 % |

|  | 3.31 % |

|  | 2.59 % |

|  | 2.42 % |

|  | 2.06 % |

|  | 0.96 % |

|  | 0.79 % |

|  | 28.63 % |

|  | 30.54 % |

|  | 15.64 % |

|  | 7.12 % |

|  | 5.24 % |

|  | 3.49 % |

|  | 2.52 % |

|  | 1.94 % |

|  | 2.24 % |

|  | 1.29 % |

|  | 0.69 % |

|  | 0.65 % |

|  | 23.33 % |

|  | 36.62 % |

|  | 14.10 % |

|  | 6.87 % |

|  | 5.15 % |

|  | 2.75 % |

|  | 3.55 % |

|  | 1.95 % |

|  | 2.76 % |

|  | 1.39 % |

|  | 0.80 % |

|  | 0.74 % |

|  | 36.40 % |

|  | 22.39 % |

|  | 15.34 % |

|  | 4.82 % |

|  | 5.53 % |

|  | 4.75 % |

|  | 2.80 % |

|  | 1.98 % |

|  | 3.21 % |

|  | 2.08 % |

|  | 0.82 % |

|  | 0.76 % |

|  | 26.92 % |

|  | 27.49 % |

|  | 20.88 % |

|  | 6.65 % |

|  | 3.78 % |

|  | 4.12 % |

|  | 2.47 % |

|  | 2.25 % |

|  | 2.06 % |

|  | 1.80 % |

|  | 0.91 % |

|  | 0.67 % |

|  | 24.91 % |

|  | 35.11 % |

|  | 13.76 % |

|  | 7.46 % |

|  | 4.47 % |

|  | 3.18 % |

|  | 3.55 % |

|  | 1.99 % |

|  | 2.46 % |

|  | 1.51 % |

|  | 0.90 % |

|  | 0.71 % |

|  | 32.68 % |

|  | 22.01 % |

|  | 18.02 % |

|  | 5.69 % |

|  | 4.89 % |

|  | 5.78 % |

|  | 3.08 % |

|  | 2.47 % |

|  | 2.05 % |

|  | 1.77 % |

|  | 0.94 % |

|  | 0.63 % |

|  | 26.01 % |

|  | 30.37 % |

|  | 19.10 % |

|  | 7.51 % |

|  | 3.68 % |

|  | 3.61 % |

|  | 2.70 % |

|  | 1.67 % |

|  | 2.41 % |

|  | 1.44 % |

|  | 0.83 % |

|  | 0.67 % |

|  | 25.51 % |

|  | 29.20 % |

|  | 17.72 % |

|  | 6.56 % |

|  | 4.60 % |

|  | 3.16 % |

|  | 3.65 % |

|  | 3.81 % |

|  | 2.22 % |

|  | 1.92 % |

|  | 0.90 % |

|  | 0.74 % |

|  | 26.36 % |

|  | 29.27 % |

|  | 21.95 % |

|  | 5.74 % |

|  | 3.33 % |

|  | 3.68 % |

|  | 1.76 % |

|  | 3.60 % |

|  | 1.62 % |

|  | 1.43 % |

|  | 0.65 % |

|  | 0.60 % |

|  | 24.30 % |

|  | 32.27 % |

|  | 19.28 % |

|  | 7.40 % |

|  | 4.24 % |

|  | 3.35 % |

|  | 2.23 % |

|  | 2.20 % |

|  | 2.28 % |

|  | 1.03 % |

|  | 0.74 % |

|  | 0.69 % |

|  | 24.61 % |

|  | 38.68 % |

|  | 15.77 % |

|  | 5.16 % |

|  | 3.20 % |

|  | 2.44 % |

|  | 2.15 % |

|  | 3.31 % |

|  | 1.77 % |

|  | 1.47 % |

|  | 0.69 % |

|  | 0.75 % |

|  | 28.05 % |

|  | 21.83 % |

|  | 20.81 % |

|  | 5.78 % |

|  | 4.88 % |

|  | 4.77 % |

|  | 4.52 % |

|  | 3.54 % |

|  | 1.94 % |

|  | 2.30 % |

|  | 0.89 % |

|  | 0.71 % |

|  | 27.80 % |

|  | 17.38 % |

|  | 18.94 % |

|  | 6.45 % |

|  | 4.28 % |

|  | 4.97 % |

|  | 12.02 % |

|  | 2.53 % |

|  | 1.67 % |

|  | 2.31 % |

|  | 1.24 % |

|  | 0.42 % |

|  | 24.98 % |

|  | 22.19 % |

|  | 19.61 % |

|  | 6.46 % |

|  | 3.38 % |

|  | 3.61 % |

|  | 10.94 % |

|  | 3.37 % |

|  | 1.79 % |

|  | 2.46 % |

|  | 0.74 % |

|  | 0.47 % |

|  | 20.54 % |

|  | 32.74 % |

|  | 19.20 % |

|  | 9.23 % |

|  | 3.28 % |

|  | 3.20 % |

|  | 4.35 % |

|  | 2.42 % |

|  | 1.94 % |

|  | 1.87 % |

|  | 0.74 % |

|  | 0.49 % |

|  | 30.70 % |

|  | 25.30 % |

|  | 18.22 % |

|  | 7.02 % |

|  | 4.30 % |

|  | 4.96 % |

|  | 2.54 % |

|  | 1.22 % |

|  | 2.95 % |

|  | 1.45 % |

|  | 0.72 % |

|  | 0.64 % |

|  | 27.85 % |

|  | 27.77 % |

|  | 17.20 % |

|  | 7.86 % |

|  | 4.15 % |

|  | 4.92 % |

|  | 2.87 % |

|  | 1.21 % |

|  | 3.57 % |

|  | 1.27 % |

|  | 0.74 % |

|  | 0.59 % |

|  | 30.61 % |

|  | 16.55 % |

|  | 25.20 % |

|  | 8.16 % |

|  | 5.53 % |

|  | 5.71 % |

|  | 1.93 % |

|  | 1.75 % |

|  | 1.81 % |

|  | 1.75 % |

|  | 0.58 % |

|  | 0.42 % |

|  | 22.42 % |

|  | 34.60 % |

|  | 15.65 % |

|  | 7.18 % |

|  | 5.01 % |

|  | 3.18 % |

|  | 3.58 % |

|  | 2.10 % |

|  | 2.70 % |

|  | 1.74 % |

|  | 0.96 % |

|  | 0.87 % |

|  | 27.61 % |

|  | 27.39 % |

|  | 17.49 % |

|  | 6.91 % |

|  | 5.08 % |

|  | 3.59 % |

|  | 3.40 % |

|  | 2.48 % |

|  | 2.59 % |

|  | 2.02 % |

|  | 0.79 % |

|  | 0.66 % |

|  | 28.24 % |

|  | 27.68 % |

|  | 18.26 % |

|  | 5.46 % |

|  | 5.36 % |

|  | 4.56 % |

|  | 2.54 % |

|  | 2.33 % |

|  | 2.19 % |

|  | 1.82 % |

|  | 0.84 % |

|  | 0.72 % |

|  | 26.26 % |

|  | 23.03 % |

|  | 20.24 % |

|  | 7.32 % |

|  | 5.52 % |

|  | 6.35 % |

|  | 3.28 % |

|  | 2.25 % |

|  | 2.72 % |

|  | 1.79 % |

|  | 0.75 % |

|  | 0.49 % |

|  | 30.53 % |

|  | 20.54 % |

|  | 18.28 % |

|  | 7.81 % |

|  | 5.23 % |

|  | 7.01 % |

|  | 3.13 % |

|  | 1.40 % |

|  | 3.32 % |

|  | 1.55 % |

|  | 0.76 % |

|  | 0.44 % |

|  | 35.33 % |

|  | 5.54 % |

|  | 30.09 % |

|  | 8.16 % |

|  | 6.59 % |

|  | 7.61 % |

|  | 1.15 % |

|  | 1.64 % |

|  | 0.91 % |

|  | 2.17 % |

|  | 0.54 % |

|  | 0.27 % |

|  | 27.95 % |

|  | 27.65 % |

|  | 21.17 % |

|  | 5.19 % |

|  | 3.78 % |

|  | 3.85 % |

|  | 2.11 % |

|  | 3.09 % |

|  | 1.92 % |

|  | 1.73 % |

|  | 0.85 % |

|  | 0.69 % |

|  | 25.00 % |

|  | 23.57 % |

|  | 25.86 % |

|  | 7.24 % |

|  | 5.57 % |

|  | 4.04 % |

|  | 2.09 % |

|  | 1.94 % |

|  | 2.28 % |

|  | 1.19 % |

|  | 0.70 % |

|  | 0.52 % |

|  | 33.40 % |

|  | 14.03 % |

|  | 23.32 % |

|  | 8.29 % |

|  | 8.04 % |

|  | 5.48 % |

|  | 1.86 % |

|  | 1.62 % |

|  | 1.79 % |

|  | 1.24 % |

|  | 0.55 % |

|  | 0.39 % |

|  | 32.93 % |

|  | 23.05 % |

|  | 18.83 % |

|  | 4.23 % |

|  | 4.45 % |

|  | 4.85 % |

|  | 3.38 % |

|  | 2.18 % |

|  | 2.18 % |

|  | 2.09 % |

|  | 1.03 % |

|  | 0.79 % |

|  | 27.76 % |

|  | 32.93 % |

|  | 17.46 % |

|  | 5.64 % |

|  | 3.80 % |

|  | 2.66 % |

|  | 2.47 % |

|  | 2.58 % |

|  | 1.88 % |

|  | 1.25 % |

|  | 0.74 % |

|  | 0.84 % |

|  | 23.46 % |

|  | 24.60 % |

|  | 21.07 % |

|  | 6.95 % |

|  | 4.36 % |

|  | 3.78 % |

|  | 7.40 % |

|  | 2.31 % |

|  | 2.23 % |

|  | 2.53 % |

|  | 0.80 % |

|  | 0.51 % |

|  | 21.76 % |

|  | 28.93 % |

|  | 19.12 % |

|  | 8.07 % |

|  | 4.11 % |

|  | 3.32 % |

|  | 6.56 % |

|  | 2.49 % |

|  | 2.34 % |

|  | 2.10 % |

|  | 0.72 % |

|  | 0.47 % |

|  | 23.77 % |

|  | 30.61 % |

|  | 14.91 % |

|  | 13.25 % |

|  | 4.73 % |

|  | 3.51 % |

|  | 2.97 % |

|  | 1.78 % |

|  | 2.55 % |

|  | 0.96 % |

|  | 0.60 % |

|  | 0.35 % |

|  | 22.01 % |

|  | 29.43 % |

|  | 20.75 % |

|  | 10.03 % |

|  | 3.92 % |

|  | 3.99 % |

|  | 3.24 % |

|  | 2.05 % |

|  | 2.27 % |

|  | 1.24 % |

|  | 0.67 % |

|  | 0.41 % |

|  | 35.64 % |

|  | 23.18 % |

|  | 14.42 % |

|  | 6.11 % |

|  | 5.37 % |

|  | 4.71 % |

|  | 3.11 % |

|  | 1.94 % |

|  | 2.30 % |

|  | 1.73 % |

|  | 0.86 % |

|  | 0.63 % |

|  | 29.28 % |

|  | 23.40 % |

|  | 21.22 % |

|  | 5.15 % |

|  | 4.30 % |

|  | 4.63 % |

|  | 3.34 % |

|  | 2.77 % |

|  | 2.20 % |

|  | 1.96 % |

|  | 1.00 % |

|  | 0.74 % |

|  | 27.19 % |

|  | 22.44 % |

|  | 21.34 % |

|  | 5.34 % |

|  | 4.72 % |

|  | 3.90 % |

|  | 4.93 % |

|  | 3.97 % |

|  | 1.76 % |

|  | 2.80 % |

|  | 0.88 % |

|  | 0.72 % |

|  | 25.25 % |

|  | 32.22 % |

|  | 16.04 % |

|  | 6.47 % |

|  | 4.59 % |

|  | 3.71 % |

|  | 3.54 % |

|  | 1.89 % |

|  | 3.02 % |

|  | 1.53 % |

|  | 0.98 % |

|  | 0.77 % |

|  | 24.14 % |

|  | 31.25 % |

|  | 17.90 % |

|  | 7.33 % |

|  | 5.28 % |

|  | 3.35 % |

|  | 3.03 % |

|  | 2.28 % |

|  | 2.60 % |

|  | 1.30 % |

|  | 0.84 % |

|  | 0.68 % |

|  | 24.07 % |

|  | 27.37 % |

|  | 20.96 % |

|  | 8.02 % |

|  | 4.77 % |

|  | 4.02 % |

|  | 2.87 % |

|  | 2.13 % |

|  | 2.61 % |

|  | 1.51 % |

|  | 0.87 % |

|  | 0.80 % |

|  | 27.65 % |

|  | 17.79 % |

|  | 28.12 % |

|  | 6.60 % |

|  | 5.55 % |

|  | 4.97 % |

|  | 1.95 % |

|  | 2.27 % |

|  | 2.56 % |

|  | 1.34 % |

|  | 0.72 % |

|  | 0.48 % |

|  | 37.11 % |

|  | 8.37 % |

|  | 25.77 % |

|  | 8.10 % |

|  | 8.03 % |

|  | 6.08 % |

|  | 1.45 % |

|  | 1.70 % |

|  | 1.26 % |

|  | 1.36 % |

|  | 0.48 % |

|  | 0.30 % |

|  | 20.27 % |

|  | 11.88 % |

|  | 49.09 % |

|  | 5.15 % |

|  | 3.22 % |

|  | 3.56 % |

|  | 1.25 % |

|  | 2.14 % |

|  | 1.16 % |

|  | 1.08 % |

|  | 0.67 % |

|  | 0.51 % |

|  | 29.10 % |

|  | 11.82 % |

|  | 32.67 % |

|  | 7.37 % |

|  | 5.52 % |

|  | 5.42 % |

|  | 1.52 % |

|  | 2.54 % |

|  | 1.59 % |

|  | 1.40 % |

|  | 0.63 % |

|  | 0.43 % |

|  | 26.09 % |

|  | 17.20 % |

|  | 33.17 % |

|  | 7.09 % |

|  | 4.99 % |

|  | 3.91 % |

|  | 1.72 % |

|  | 1.90 % |

|  | 1.70 % |

|  | 1.15 % |

|  | 0.63 % |

|  | 0.45 % |

|  | 13.43 % |

|  | 17.92 % |

|  | 56.16 % |

|  | 2.29 % |

|  | 2.95 % |

|  | 1.43 % |

|  | 0.76 % |

|  | 0.49 % |

|  | 1.56 % |

|  | 1.68 % |

|  | 0.53 % |

|  | 0.80 % |

|  | 16.30 % |

|  | 13.42 % |

|  | 53.10 % |

|  | 2.56 % |

|  | 3.85 % |

|  | 1.61 % |

|  | 0.95 % |

|  | 0.61 % |

|  | 2.43 % |

|  | 3.20 % |

|  | 0.79 % |

|  | 1.18 % |

|  | 14.22 % |

|  | 17.66 % |

|  | 50.59 % |

|  | 4.39 % |

|  | 2.78 % |

|  | 2.62 % |

|  | 1.44 % |

|  | 0.69 % |

|  | 2.00 % |

|  | 1.49 % |

|  | 1.29 % |

|  | 0.83 % |

|  | 18.04 % |

|  | 24.73 % |

|  | 40.26 % |

|  | 3.77 % |

|  | 2.81 % |

|  | 2.31 % |

|  | 1.40 % |

|  | 0.89 % |

|  | 2.40 % |

|  | 1.60 % |

|  | 0.78 % |

|  | 1.02 % |

|  | 16.94 % |

|  | 42.68 % |

|  | 23.96 % |

|  | 1.38 % |

|  | 8.02 % |

|  | 0.84 % |

|  | 1.02 % |

|  | 0.59 % |

|  | 1.51 % |

|  | 0.91 % |

|  | 0.94 % |

|  | 1.23 % |

|  | 40.51 % |

|  | 18.83 % |

|  | 13.77 % |

|  | 9.13 % |

|  | 5.88 % |

|  | 3.00 % |

|  | 1.46 % |

|  | 0.57 % |

|  | 3.83 % |

|  | 1.37 % |

|  | 0.79 % |

|  | 0.80 % |

|  | 40.25 % |

|  | 19.45 % |

|  | 13.24 % |

|  | 7.11 % |

|  | 7.93 % |

|  | 3.57 % |

|  | 1.02 % |

|  | 0.62 % |

|  | 3.27 % |

|  | 1.44 % |

|  | 0.76 % |

|  | 1.35 % |

|  | 19.77 % |

|  | 16.99 % |

|  | 40.91 % |

|  | 2.96 % |

|  | 1.89 % |

|  | 4.29 % |

|  | 4.00 % |

|  | 0.70 % |

|  | 3.04 % |

|  | 2.78 % |

|  | 1.85 % |

|  | 0.81 % |

|  | 39.47 % |

|  | 10.80 % |

|  | 9.35 % |

|  | 2.20 % |

|  | 25.27 % |

|  | 1.34 % |

|  | 1.46 % |

|  | 0.63 % |

|  | 4.55 % |

|  | 2.20 % |

|  | 0.90 % |

|  | 1.83 % |

|  | 24.74 % |

|  | 17.27 % |

|  | 28.13 % |

|  | 13.23 % |

|  | 4.23 % |

|  | 2.95 % |

|  | 2.49 % |

|  | 0.57 % |

|  | 4.05 % |

|  | 1.10 % |

|  | 0.75 % |

|  | 0.49 % |

|  | 45.09 % |

|  | 5.29 % |

|  | 21.92 % |

|  | 8.67 % |

|  | 4.20 % |

|  | 8.17 % |

|  | 1.20 % |

|  | 0.65 % |

|  | 1.22 % |

|  | 2.50 % |

|  | 0.60 % |

|  | 0.26 % |

|  | 27.85 % |

|  | 23.15 % |

|  | 21.95 % |

|  | 7.07 % |

|  | 4.78 % |

|  | 4.63 % |

|  | 3.13 % |

|  | 2.28 % |

|  | 2.06 % |

|  | 1.75 % |

|  | 0.77 % |

|  | 0.56 % |

#### Por región
|  | 25.40 % |

|  | 33.35 % |

|  | 18.98 % |

|  | 5.90 % |

|  | 3.53 % |

|  | 3.13 % |

|  | 2.05 % |

|  | 3.11 % |

|  | 1.82 % |

|  | 1.34 % |

|  | 0.69 % |

|  | 0.69 % |

|  | 27.75 % |

|  | 22.28 % |

|  | 21.20 % |

|  | 7.39 % |

|  | 5.15 % |

|  | 5.31 % |

|  | 3.22 % |

|  | 2.28 % |

|  | 2.33 % |

|  | 1.83 % |

|  | 0.72 % |

|  | 0.55 % |

|  | 26.31 % |

|  | 27.35 % |

|  | 18.56 % |

|  | 7.15 % |

|  | 5.12 % |

|  | 4.02 % |

|  | 3.31 % |

|  | 2.27 % |

|  | 2.58 % |

|  | 1.77 % |

|  | 0.85 % |

|  | 0.71 % |

|  | 32.79 % |

|  | 19.53 % |

|  | 20.65 % |

|  | 4.91 % |

|  | 4.70 % |

|  | 6.19 % |

|  | 2.97 % |

|  | 2.59 % |

|  | 1.78 % |

|  | 2.21 % |

|  | 1.01 % |

|  | 0.66 % |

|  | 28.53 % |

|  | 25.86 % |

|  | 18.68 % |

|  | 6.58 % |

|  | 5.33 % |

|  | 4.04 % |

|  | 2.87 % |

|  | 2.50 % |

|  | 2.36 % |

|  | 1.72 % |

|  | 0.83 % |

|  | 0.69 % |

|  | 18.11 % |

|  | 28.58 % |

|  | 13.37 % |

|  | 12.80 % |

|  | 6.33 % |

|  | 3.25 % |

|  | 10.42 % |

|  | 3.08 % |

|  | 1.76 % |

|  | 1.07 % |

|  | 0.93 % |

|  | 0.31 % |

|  | 27.28 % |

|  | 29.54 % |

|  | 17.63 % |

|  | 7.17 % |

|  | 4.33 % |

|  | 4.01 % |

|  | 2.77 % |

|  | 1.70 % |

|  | 2.68 % |

|  | 1.43 % |

|  | 0.80 % |

|  | 0.67 % |

|  | 30.19 % |

|  | 12.97 % |

|  | 30.24 % |

|  | 7.47 % |

|  | 6.19 % |

|  | 5.40 % |

|  | 1.59 % |

|  | 1.92 % |

|  | 1.59 % |

|  | 1.43 % |

|  | 0.60 % |

|  | 0.40 % |

|  | 29.26 % |

|  | 27.14 % |

|  | 18.82 % |

|  | 5.58 % |

|  | 4.47 % |

|  | 4.11 % |

|  | 2.55 % |

|  | 2.60 % |

|  | 2.16 % |

|  | 1.70 % |

|  | 0.90 % |

|  | 0.72 % |

|  | 27.63 % |

|  | 22.80 % |

|  | 19.92 % |

|  | 6.15 % |

|  | 4.60 % |

|  | 4.44 % |

|  | 5.90 % |

|  | 2.83 % |

|  | 1.98 % |

|  | 2.26 % |

|  | 0.95 % |

|  | 0.54 % |

|  | 23.48 % |

|  | 24.62 % |

|  | 22.42 % |

|  | 7.86 % |

|  | 3.90 % |

|  | 4.20 % |

|  | 5.59 % |

|  | 2.52 % |

|  | 1.91 % |

|  | 2.33 % |

|  | 0.72 % |

|  | 0.45 % |

|  | 33.27 % |

|  | 20.78 % |

|  | 19.22 % |

|  | 5.38 % |

|  | 5.02 % |

|  | 6.01 % |

|  | 2.57 % |

|  | 2.12 % |

|  | 2.08 % |

|  | 2.03 % |

|  | 0.87 % |

|  | 0.65 % |

|  | 23.34 % |

|  | 27.59 % |

|  | 19.77 % |

|  | 11.71 % |

|  | 4.38 % |

|  | 4.06 % |

|  | 2.74 % |

|  | 2.06 % |

|  | 2.27 % |

|  | 1.11 % |

|  | 0.61 % |

|  | 0.36 % |

|  | 13.43 % |

|  | 17.92 % |

|  | 56.16 % |

|  | 2.29 % |

|  | 2.95 % |

|  | 1.43 % |

|  | 0.76 % |

|  | 0.49 % |

|  | 1.56 % |

|  | 1.68 % |

|  | 0.53 % |

|  | 0.80 % |

|  | 16.30 % |

|  | 13.42 % |

|  | 53.10 % |

|  | 2.56 % |

|  | 3.85 % |

|  | 1.61 % |

|  | 0.95 % |

|  | 0.61 % |

|  | 2.43 % |

|  | 3.20 % |

|  | 0.79 % |

|  | 1.18 % |

|  | 14.22 % |

|  | 17.66 % |

|  | 50.59 % |

|  | 4.39 % |

|  | 2.78 % |

|  | 2.62 % |

|  | 1.44 % |

|  | 0.69 % |

|  | 2.00 % |

|  | 1.49 % |

|  | 1.29 % |

|  | 0.83 % |

|  | 18.04 % |

|  | 24.73 % |

|  | 40.26 % |

|  | 3.77 % |

|  | 2.81 % |

|  | 2.31 % |

|  | 1.40 % |

|  | 0.89 % |

|  | 2.40 % |

|  | 1.60 % |

|  | 0.78 % |

|  | 1.02 % |

|  | 16.94 % |

|  | 42.68 % |

|  | 23.96 % |

|  | 1.38 % |

|  | 8.02 % |

|  | 0.84 % |

|  | 1.02 % |

|  | 0.59 % |

|  | 1.51 % |

|  | 0.91 % |

|  | 0.94 % |

|  | 1.23 % |

|  | 27.85 % |

|  | 23.15 % |

|  | 21.95 % |

|  | 7.07 % |

|  | 4.78 % |

|  | 4.63 % |

|  | 3.13 % |

|  | 2.28 % |

|  | 2.06 % |

|  | 1.75 % |

|  | 0.77 % |

|  | 0.56 % |

### Segunda vuelta

Resultados por departamento
Resultados por región

#### Por Departamento
|  | 54.99 % |

|  | 45.01 % |

|  | 40.09 % |

|  | 59.91 % |

|  | 52.35 % |

|  | 47.65 % |

|  | 48.55 % |

|  | 51.45 % |

|  | 55.06 % |

|  | 44.94 % |

|  | 50.13 % |

|  | 49.87 % |

|  | 52.40 % |

|  | 47.60 % |

|  | 43.34 % |

|  | 56.66 % |

|  | 51.09 % |

|  | 48.91 % |

|  | 48.32 % |

|  | 51.68 % |

|  | 45.10 % |

|  | 54.90 % |

|  | 60.07 % |

|  | 39.93 % |

|  | 52.08 % |

|  | 47.92 % |

|  | 60.29 % |

|  | 39.71 % |

|  | 56.07 % |

|  | 43.93 % |

|  | 55.06 % |

|  | 44.94 % |

|  | 56.32 % |

|  | 43.68 % |

|  | 52.56 % |

|  | 47.44 % |

|  | 55.78 % |

|  | 44.22 % |

|  | 41.69 % |

|  | 58.31 % |

|  | 42.13 % |

|  | 57.87 % |

|  | 57.27 % |

|  | 42.73 % |

|  | 62.90 % |

|  | 37.10 % |

|  | 52.04 % |

|  | 47.96 % |

|  | 51.52 % |

|  | 48.48 % |

|  | 57.16 % |

|  | 42.84 % |

|  | 55.72 % |

|  | 44.28 % |

|  | 48.62 % |

|  | 51.38 % |

|  | 53.29 % |

|  | 46.71 % |

|  | 67.50 % |

|  | 32.50 % |

|  | 47.85 % |

|  | 52.15 % |

|  | 64.42 % |

|  | 35.58 % |

|  | 55.66 % |

|  | 44.34 % |

|  | 61.37 % |

|  | 38.63 % |

|  | 52.57 % |

|  | 47.43 % |

|  | 70.94 % |

|  | 29.06 % |

|  | 51.41 % |

|  | 48.59 % |

|  | 62.66 % |

|  | 37.34 % |

|  | 59.80 % |

|  | 40.20 % |

|  | 53.07 % |

|  | 46.93 % |

|  | 56.54 % |

|  | 43.46 % |

|  | 53.81 % |

|  | 46.19 % |

|  | 56.64 % |

|  | 43.36 % |

|  | 50.16 % |

|  | 49.84 % |

|  | 69.48 % |

|  | 30.52 % |

|  | 57.57 % |

|  | 42.43 % |

|  | 59.18 % |

|  | 40.82 % |

|  | 49.53 % |

|  | 50.47 % |

|  | 54.20 % |

|  | 45.80 % |

|  | 66.53 % |

|  | 33.47 % |

|  | 59.61 % |

|  | 40.39 % |

|  | 52.10 % |

|  | 47.90 % |

|  | 43.04 % |

|  | 56.96 % |

|  | 64.21 % |

|  | 35.79 % |

|  | 54.42 % |

|  | 45.58 % |

|  | 44.39 % |

|  | 55.61 % |

|  | 62.81 % |

|  | 37.19 % |

|  | 50.46 % |

|  | 49.54 % |

|  | 49.89 % |

|  | 50.11 % |

|  | 52.85 % |

|  | 47.15 % |

|  | 47.27 % |

|  | 52.73 % |

|  | 55.12 % |

|  | 44.88 % |

|  | 42.49 % |

|  | 57.51 % |

|  | 60.16 % |

|  | 39.84 % |

|  | 63.05 % |

|  | 36.95 % |

|  | 55.50 % |

|  | 44.50 % |

|  | 43.68 % |

|  | 56.32 % |

|  | 58.96 % |

|  | 41.04 % |

|  | 52.90 % |

|  | 47.10 % |

|  | 68.66 % |

|  | 31.34 % |

|  | 43.10 % |

|  | 56.90 % |

|  | 53.33 % |

|  | 46.67 % |

|  | 55.41 % |

|  | 44.59 % |

|  | 57.62 % |

|  | 42.38 % |

|  | 61.66 % |

|  | 38.34 % |

|  | 85.10 % |

|  | 14.90 % |

|  | 55.28 % |

|  | 44.72 % |

|  | 56.98 % |

|  | 43.02 % |

|  | 71.05 % |

|  | 28.95 % |

|  | 62.13 % |

|  | 37.87 % |

|  | 48.99 % |

|  | 51.01 % |

|  | 53.06 % |

|  | 46.94 % |

|  | 47.98 % |

|  | 52.02 % |

|  | 44.90 % |

|  | 55.10 % |

|  | 48.00 % |

|  | 52.00 % |

|  | 61.86 % |

|  | 38.14 % |

|  | 60.12 % |

|  | 39.88 % |

|  | 59.18 % |

|  | 40.82 % |

|  | 47.58 % |

|  | 52.42 % |

|  | 48.41 % |

|  | 51.59 % |

|  | 51.44 % |

|  | 48.56 % |

|  | 65.43 % |

|  | 34.57 % |

|  | 80.39 % |

|  | 19.61 % |

|  | 73.72 % |

|  | 26.28 % |

|  | 74.48 % |

|  | 25.52 % |

|  | 66.15 % |

|  | 33.85 % |

|  | 30.40 % |

|  | 69.60 % |

|  | 39.13 % |

|  | 60.87 % |

|  | 39.30 % |

|  | 60.70 % |

|  | 40.43 % |

|  | 59.57 % |

|  | 40.90 % |

|  | 59.10 % |

|  | 61.04 % |

|  | 38.96 % |

|  | 51.80 % |

|  | 48.20 % |

|  | 49.31 % |

|  | 50.69 % |

|  | 67.44 % |

|  | 32.56 % |

|  | 44.58 % |

|  | 55.42 % |

|  | 86.14 % |

|  | 13.86 % |

|  | 58.54 % |

|  | 41.46 % |

#### Por región
|  | 59.76 % |

|  | 40.24 % |

|  | 52.87 % |

|  | 47.13 % |

|  | 66.58 % |

|  | 33.42 % |

|  | 56.44 % |

|  | 43.56 % |

|  | 41.92 % |

|  | 58.08 % |

|  | 52.07 % |

|  | 47.93 % |

|  | 47.87 % |

|  | 52.13 % |

|  | 73.02 % |

|  | 26.98 % |

|  | 55.84 % |

|  | 44.16 % |

|  | 58.33 % |

|  | 41.67 % |

|  | 53.96 % |

|  | 46.04 % |

|  | 64.92 % |

|  | 35.08 % |

|  | 49.52 % |

|  | 50.48 % |

|  | 30.40 % |

|  | 69.60 % |

|  | 39.13 % |

|  | 60.87 % |

|  | 39.30 % |

|  | 60.70 % |

|  | 40.43 % |

|  | 59.57 % |

|  | 40.90 % |

|  | 59.10 % |

|  | 58.54 % |

|  | 41.46 % |

## Reacciones
Los resultados de las elecciones fueron mucho más reñidos que las elecciones anteriores. El presidente saliente Emmanuel Macron obtuvo la reelección, sin embargo Marine Le Pen y su partido Agrupación Nacional obtuvieron su mejor resultado en una elección presidencial.
- Marine Le Pen: Reconoció la derrota minutos después de que se publicaran las estimación de resultados, pero aún calificó el resultado como una victoria para su movimiento político y para las próximas elecciones legislativas.[108]
- Emmanuel Macron: Reflexionó sobre los resultados de las elecciones de manera autocrítica, asumiendo que muchos votantes votaron por él para contrarrestar a la extrema derecha en lugar de apoyar sus posiciones políticas.[109]

### Internacionales
- Alemania: El canciller de Alemania, Olaf Scholz a través de una llamada telefónica felicitó a Macron, por su reelección.[110]
- Unión Europea: La presidenta de la Comisión Europea, Ursula von der Leyen felicitó a Macron y destacó la cooperación de Francia con Europa.[111]
- Estados Unidos: El presidente de los Estados Unidos, Joe Biden felicitó a Macron a través de su cuenta de Twitter declarado que: "Francia es nuestro aliado más antiguo y un socio clave para abordar los desafíos globales."[112]
- China: El presidente de la República Popular China, Xi Jinping envió un mensaje de felicitación a Macron por su reelección como presidente.[113]
- Reino Unido: El primer ministro del Reino Unido, Boris Johnson felicitó a Macron a través de su cuenta de Twitter: "Espero que sigamos trabajando juntos sobre los problemas que más implantan en nuestros países y el mundo."[114]
- Canadá: El primer ministro de Canadá, Justin Trudeau, declaró: "En nombre del Gobierno de Canadá, felicitó al presidente Emmanuel Macron por su reelección."[115]
- Ucrania: El presidente de Ucrania, Volodímir Zelenski, felicitó a Macron, lo describió como "un verdadero amigo de Ucrania" y declarado en su cuenta de Twitter: "Le deseo nuevos éxitos por el bien del pueblo."[116]
- Rusia: El presidente de Rusia, Vladímir Putin, felicitó a Macron, deseándole "exito en su labor, buena salud y bienestar."[117]